# Phaonia minuta
Phaonia minuta är en tvåvingeart som beskrevs av Barros de Carvalho 1984. Phaonia minuta ingår i släktet Phaonia och familjen husflugor. Inga underarter finns listade i Catalogue of Life.